# Úbrež
Úbrež je naseljeno mjesto u okrugu Sobrance u Košickom kraju u Slovačkoj.

## Stanovništvo
| Godina:     | 1993. | 2003.    | 2013.    | 2023.    |
| ----------- | ----- | -------- | -------- | -------- |
| Broj ljudi: | 582   | 651      | 724      | 1090     |
| Razlika:    |       | +11,85 % | +11,21 % | +50,55 % |

| Godina:     | 2022. | 2023.   |
| ----------- | ----- | ------- |
| Broj ljudi: | 1077  | 1090    |
| Razlika:    |       | +1,20 % |

Prema podatcima o broju stanovnika iz 2023. godine naselje je imalo 1090 stanovnika.

## Vanjske poveznice
|  | Zajednički poslužitelj ima još gradiva o temi Úbrež |

- Službena stranica naselja (sl.)